# Olympische Jugend-Sommerspiele 2018/Teilnehmer (Bangladesch)
| Gelbes Symbol für Goldmedaillen mit stilisierten Olympischen Ringen | Graues Symbol für Silbermedaillen mit stilisierten Olympischen Ringen | Braundes Symbol für Bronzemedaillen mit stilisierten Olympischen Ringen |
| ------------------------------------------------------------------- | --------------------------------------------------------------------- | ----------------------------------------------------------------------- |
| —                                                                   | —                                                                     | —                                                                       |

Die Jugend-Olympiamannschaft aus Bangladesch für die III. Olympischen Jugend-Sommerspiele vom 6. bis 18. Oktober 2018 in Buenos Aires (Argentinien) bestand aus 13 Athleten.

## Athleten nach Sportarten

### Bogenschießen
| Mädchen - Radia Akther Shapla Einzel: 17. Platz Mixed: 17. Platz (mit Song In-jun Südkorea) | Jungen - Mohammed Ibrahim Sheik Rezowan Einzel: 17. Platz Mixed: Viertelfinale (mit Wiktorija Charitonowa Russland) |

### Hockey
Jungen
- 8. Platz
- Biplob Kujur
- Sobuj Shohanur
- Safiul Alam
- Hasan Mohammad
- Sawon Sarower
- Mohsin Mohammad
- Uddin Mohammad
- Prince Samundo
- Arshad Hossain

### Schießen
| Mädchen - Amira Hamid Luftgewehr 10 m: 17. Platz Mixed: 16. Platz (mit Zhang Changhong Volksrepublik China) | Jungen - Arnab Sharar Luftgewehr 10 m: 10. Platz Mixed: 8. Platz (mit Chen Yun-yun Chinesisch Taipeh) |